# Zimmersheim
Zimmersheim (elsässisch Zimmersche) ist eine französische Gemeinde mit 1069 Einwohnern (Stand 1. Januar 2022) im Département Haut-Rhin in der Region Grand Est (bis 2015 Elsass). Sie ist Mitglied des Gemeindebundes Mulhouse Alsace Agglomération und liegt 6,5 Kilometer südöstlich von Mülhausen.

## Geschichte
Um das Jahr 1000 gab es eine Ansiedlung namens «Ceumerse», die sich im 13. Jahrhundert zu Zumarsheim, Zumersheim und Zumirsheim formierte. Das erste Mal urkundlich erwähnt wurde der Ort unter dem Namen Zumersheim im Jahr 1236. Die Ortsbezeichnung Zimersheim fand sich im 15. Jahrhundert und bis Mitte des 16. Jahrhunderts Zymmerssenn.
Zimmersheim gehörte zum Amt Unter-Landser und war seit 1323 denen «von Husen» als Lehen unterstellt. Dieses Lehensrecht ging 1418 durch Heirat an das Haus von Andlau, die es bis zur Großen Revolution innehatten. Zimmersheim gehörte kirchlich zum Bistum Basel sowie zum Landkapitel «inter colles», somit zum Dekanat in Landser. Von 1871 bis zum Ende des Ersten Weltkrieges gehörte Zimmersheim als Teil des Reichslandes Elsaß-Lothringen zum Deutschen Reich und war dem Kreis Mülhausen im Bezirk Oberelsaß zugeordnet.
Das Ortswappen zeigt nach dem elsässischen Armorial (Wappenbuch) ein silbernes Hufeisen auf rotem Feld.

### Bevölkerungsentwicklung
Die Bevölkerungsentwicklung nach Angabe INSEE – RGP:
| Jahr      | 1871 | 1910 | 1962 | 1968 | 1975 | 1982 | 1990 | 1999 | 2008 | 2017 |
| Einwohner | 605  | 435  | 331  | 368  | 697  | 826  | 931  | 1024 | 1036 | 1016 |

## Sehenswürdigkeiten

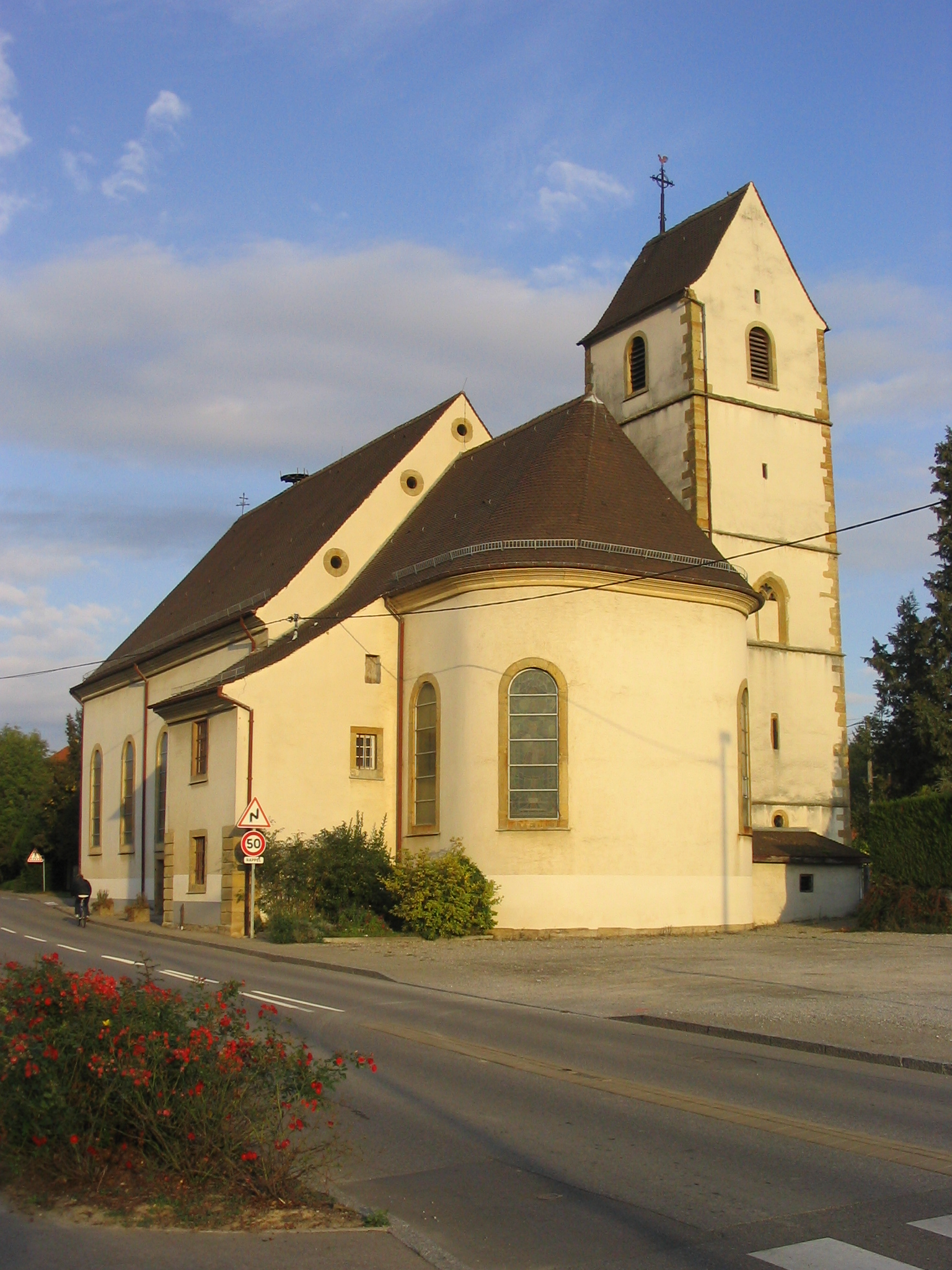
Kirche Mariä Himmelfahrt

- barocke Pfarrkirche Mariä Himmelfahrt (Église Paroissiale de l’Assomption) von 1786 mit einer wertvollen Orgel des Orgelbaumeisters Joseph Rabiny von 1787